# Bad Rothenfelde
Bad Rothenfelde är en kommun och ort i Landkreis Osnabrück i förbundslandet Niedersachsen i Tyskland. Bad Rothenfelde, som inbegriper stadsdelarna Aschendorf och Strang, har cirka 8 600 invånare.